# Carl Siegel (Jurist)
Carl Siegel, auch Karl Siegel, (* 21. August 1832 in Bruchsal; † 9. März 1896 in Freiburg im Breisgau) war ein deutscher Jurist und Geheimer Oberregierungsrat.

## Herkunft
Seine Eltern waren der großherzoglich badische Generalstabsarzt und Hofrat Dr. med. Joseph Siegel (* 5. Oktober 1790; † 30. März 1870) und dessen Ehefrau Magdalena Heiligenthal (1807–1880). Seine Brüder waren Adolf Bernhard (1828–1905) Dr. med., ab 1862 Badearzt in Badenweiler, und Heinrich (1830–1899) Dr. iur., Rechtshistoriker und ab 1857 Professor für deutsches Recht an der Universität Wien.
Carl Siegel studierte Rechtswissenschaften in Heidelberg und Göttingen, wo er im Wintersemester 1852/53 Mitglied der Burschenschaft Hannovera wurde. Die Staatsprüfung legte er im Großherzogtum Baden ab.

## Leben und Beruf
Nach dem Referendariat trat er in den Justizdienst ein und war 1864 Amtsrichter in Mannheim. 1866 wurde er in die allgemeine innere Verwaltung übernommen und war zunächst Amtmann (stellvertretender Landrat) beim Bezirksamt (Kreis) Mannheim. 1868 nahm er als Amtsvorstand staatliche Aufgaben in Schönau im Schwarzwald wahr. Zum Oberamtmann befördert war er von 1872 bis 1876 Leiter des Bezirksamtes Villingen.

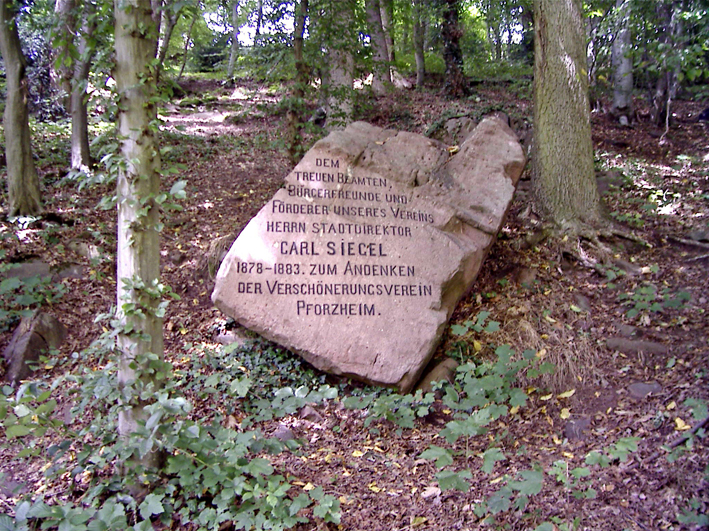
Carl Siegel (1832–1896) – Gedenkstein am Davosweg in Pforzheim

Nach kürzerer Betätigung als staatlicher Beamter in Staufen und Achern stand er von 1878 bis 1883 dem Bezirksamt Pforzheim vor und war zugleich Stadtdirektor (nicht Bürgermeister) dieser Stadt, d. h., er war zuständig für staatliche Aufgaben in Pforzheim, wozu in erster Linie der Polizeibereich gehörte.
1883 wechselte er in das Amt des Leiters des Bezirksamtes Mannheim und wurde auch Stadtdirektor in Mannheim; dort bekleidete er zudem das Amt eines „Großherzoglichen Hoftheaterkommissärs“. 1887 erfolgte seine Versetzung an das Innenministerium des Großherzogtums Baden in Karlsruhe unter Beförderung zum Ministerialrat.
Alsbald übertrug man ihm das Amt eines Landeskommissärs für die Kreise Freiburg, Lörrach und Offenburg mit Wohnsitz in Freiburg. 1893 wurde er zum Geheimen Oberregierungsrat befördert. Als im Frühjahr 1896 die Dreisam in Freiburg im Breisgau starkes Hochwasser führte und hierdurch die Brücke am Schwabentor weggerissen wurde, wollten sich Carl Siegel und sein Mitarbeiter Leopold Sonntag am 9. März 1896 über den Umfang des Schadens informieren. Dabei kam es zu einem Unfall; beide Beamte stürzten ins Hochwasser und ertranken.

## Ehrungen
- Zähringer Löwenorden (Ritterkreuz 2. Klasse mit Eichenlaub)
- Preußischer Kronenorden 2. Klasse
- Persischer Sonnen- und Löwenorden
- Gedenkstein am Davosweg in Pforzheim mit der Aufschrift: Dem treuen Beamten, Bürgerfreunde und Förderer unseres Vereines Herrn Stadtdirektor Carl Siegel 1878–1883. Zum Andenken Der Verschönerungsverein Pforzheim.[5]
- Sandsteintafel am Turm des Schwabentors in Freiburg im Breisgau, auf der darauf hingewiesen wird, dass beim Hochwasser 1896 Carl Siegel und Leopold Sonntag in Ausübung ihres Dienstes das Leben verloren[6]